# Brenda Marshall
Brenda Marshall (Negros, Filipinas, 29 de setembro de 1915 – Palm Springs, Califórnia, Estados Unidos da América, 30 de julho de 1992) foi uma atriz estadunidense.

## Carreira
Nascida Ardis Ankerson Gaines, Marshall estreou no cinema no filme Espionage Agent, em 1939. Em 1939 atuou também no filme Blackwell's Island, mas não foi creditada. No ano seguinte, atuou ao lado de Errol Flynn em The Sea Hawk, mas após alguas atuações ela casou com o ator William Holden, em 1941, e sua carreira entrou em declínio. Ela atuou, ainda, ao lado de James Cagney no filme de 1942 Captains of the Clouds.
The Constant Nymph (1943) fez algum sucesso, mas após esse, ela apenas apareceu em alguns filmes sem conseqüência. Fez ainda o papel da cientista Nora Goodrich no Cult B de 1946, Strange Impersonation.
Após algumas separações, Marshall e Holden se divorciaram em 1971.

## Família
Casou com Richard Gaines, de quem se divorciou em 1940, tendo com ele uma filha, Virginia Holden, que foi adotada por William Holden.
Casou-se com Holden em 1941, tendo com ele dois filhos, Scott Holden (nascido em 17 de novembro de 1943) e Peter West Holden (nascido em 2 de maio de 1946). Marshall e Holden ficaram casados por 30 anos, até 1971, mas foi um casamento tumultuado, com várias separações, reconciliações e casos extraconjugais.

## Morte
Marshall morreu de câncer de esôfago em Palm Springs, Califórnia, aos 76 anos.

## Filmografia
| Ano  | Filme                       | Papel                     | Notas           |
| ---- | --------------------------- | ------------------------- | --------------- |
| 1939 | Espionage Agent             | Miss Brenda Ballard       |                 |
| 1940 | The Man Who Talked Too Much | Celia Farrady             |                 |
| 1940 | The Sea Hawk                | Doña Maria                | com Errol Flynn |
| 1940 | Money and the Woman         | Barbara Patteson          |                 |
| 1940 | East of the River           | Laurie Romayne            |                 |
| 1940 | South of Suez               | Katharine 'Kit' Sheffield |                 |
| 1941 | Footsteps in the Dark       | Rita Warren               |                 |
| 1941 | Singapore Woman             | Vicki Moore               |                 |
| 1941 | Highway West                | Claire Foster             | 62mins.         |
| 1941 | The Smiling Ghost           | Lil Barstow               |                 |
| 1942 | Captains of the Clouds      | Emily Foster              |                 |
| 1942 | You Can't Escape Forever    | Laurie Abbott             |                 |
| 1943 | The Constant Nymph          | Toni Sanger               |                 |
| 1943 | Background to Danger        | Tamara Zaleshoff          |                 |
| 1943 | Paris After Dark            | Yvonne Blanchard          |                 |
| 1946 | Strange Impersonation       | Nora Goodrich             |                 |
| 1946 | Whispering Smith            | Marian Sinclair           |                 |
| 1950 | The Iroquois Trail          | Marion Thorne             |                 |

## Televisão
- "I Love Lucy"  (1 episódio, 1955) (Título: "Lucy in Connecticut"/ "The Sunday Lucy Show"/ ou "The Top Ten Lucy Show")
- "The Colgate Comedy Hour" .... Herself - Actress (1 episódio, 1955) (Título: "Colgate Summer Comedy Hour"/ "Colgate Variety Hour"/ ou "Michael Todd Revue"